# رأسا على عقب (فلم)
رأسا على عقب (بالإنجليزية: Upside Down) هو فيلم رومانسي خيال علمي فنتازيا من تأليف وإخراج خوان دييغو سولاناس وبطولة جيم ستارجس، كيرستين دانست وتيموثي ليونارد سبال، صدر الفيلم في فرنسا في 17 أبريل 2013.

## روابط خارجية
مقالات تستعمل روابط فنية بلا صلة مع ويكي بيانات